# Піта північномолуцька
Піта північномолуцька (Erythropitta rufiventris) — вид горобцеподібних птахів родини пітових (Pittidae). Раніше вважався підвидом піти червоночеревої (Erythropitta erythrogaster). Йому загрожує втрата середовища існування.

## Поширення
Ендемік Індонезії. Поширений на півночі Молуккських островів. Природним середовищем існування є субтропічні або тропічні вологі низинні ліси.